# بينغت أبيرج
بينغت أبيرج (بالسويدية: Bengt Åberg)‏ هو متسابق دراجات نارية سويدي، ولد في 26 يونيو 1944.